# Station Mézel - Châteauredon
Station Mézel - Châteauredon is een spoorwegstation in de Franse gemeente Châteauredon.